# Delias eximia
Delias eximia is een vlindersoort uit de familie van de Pieridae (witjes), onderfamilie Pierinae.
Delias eximia werd in 1925 beschreven door Rothschild.